# 海地人
海地人（英語：Haitian）是伊斯帕尼奧拉島西部的一支民族，是中南美洲中唯一說法語的民族，另還有別具特色的海地克里奧爾語。其多數為非洲裔，也有與法國人、西班牙人等等民族混血的穆拉託人。

## 民族人口分布與語言

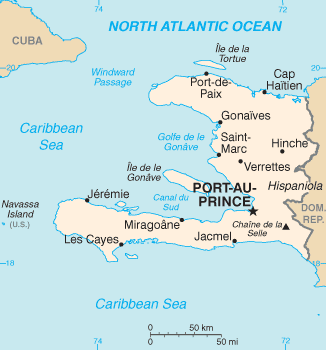
海地地圖

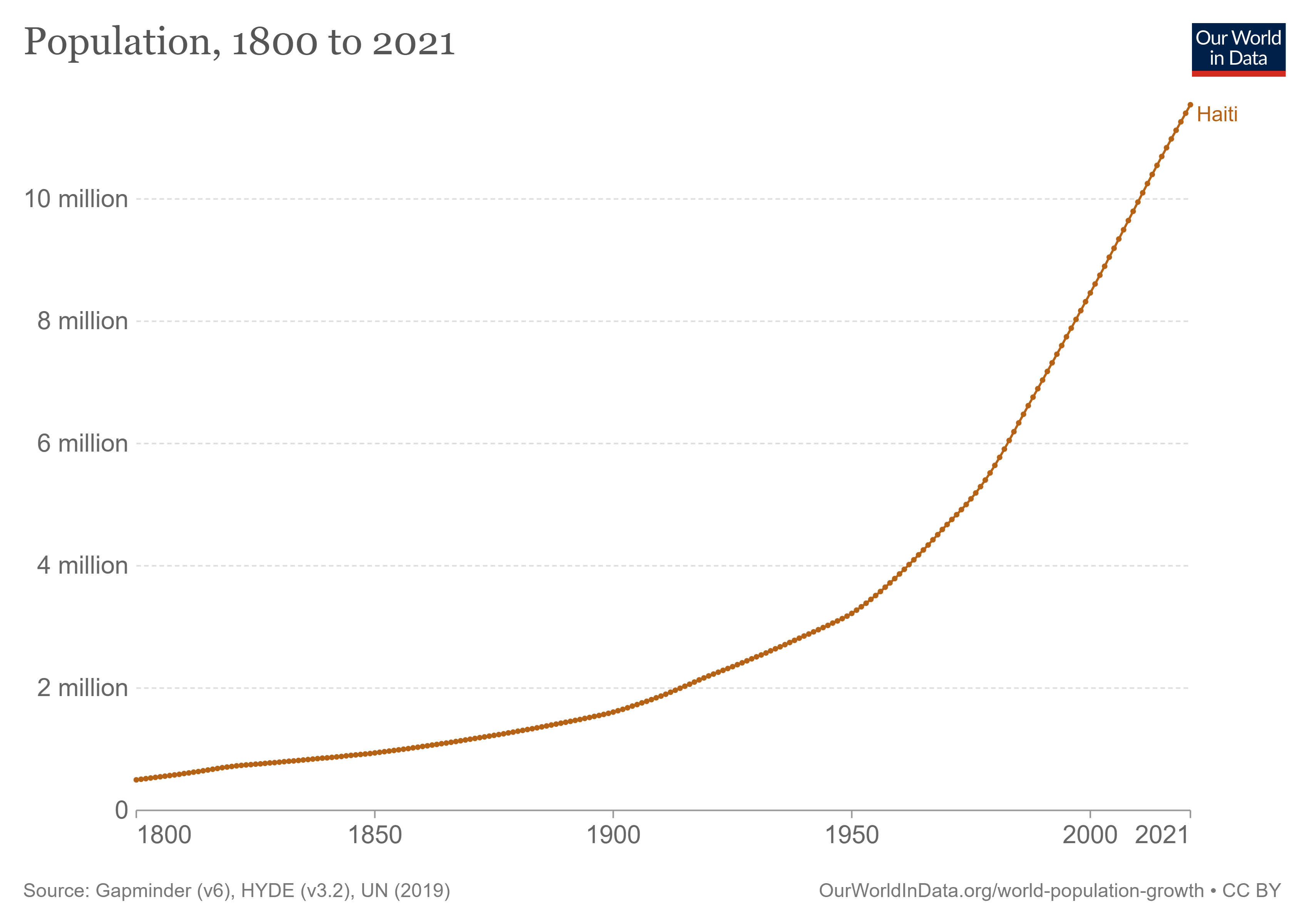
海地人口數成長圖(1961~2003)

### 人口分布
海地人大都居住在位於加勒比海第二大島伊斯帕尼奧拉島（又稱海地島）西半部。
人口約有990萬（2014預估），大多數人居住在沿海地區和山谷的平原。93%的海地人住在農村和2,000人以下的小城鎮。
大約80~90%的海地人是非洲黑人的後裔，剩餘大多是穆拉託人。穆拉託人地位高，多數住在太子港，黑人住在叫康拜特的西非式小村。海地人按黑人血統區分，還可再細分為黑人血統7/8的馬拉布、3/4的格里夫、1/2的穆拉托人、1/4的夸特龍等。經過幾百年的歷史，海地人主要由黑人與西班牙人、法國人、少數的中國人、猶太人、阿拉伯人混血而成。海地最大的城市是首都太子港，位於戈納夫灣內，人口兩百多萬。北方的海地角是海地的第二大城市和第二大海港，曾經是法屬聖多明戈的首府和海地的首都。

### 語言
海地人主要是說法語和海地克里奧爾語（簡稱海地語），而海地也是中南美洲中唯一說法語的國家。大約僅有10~40%的人是說法語，使用於學校教學與正式場所等等，但是大部分人平常都是說海地語，而英語也能流通。
海地克里奧爾語是從法語演變而來，其受到了移民的影響，摻雜著西班牙語、阿拉伯語、英語、中西非的語言以及消失的泰諾語等等，而成為了獨特的語言。

## 地理環境

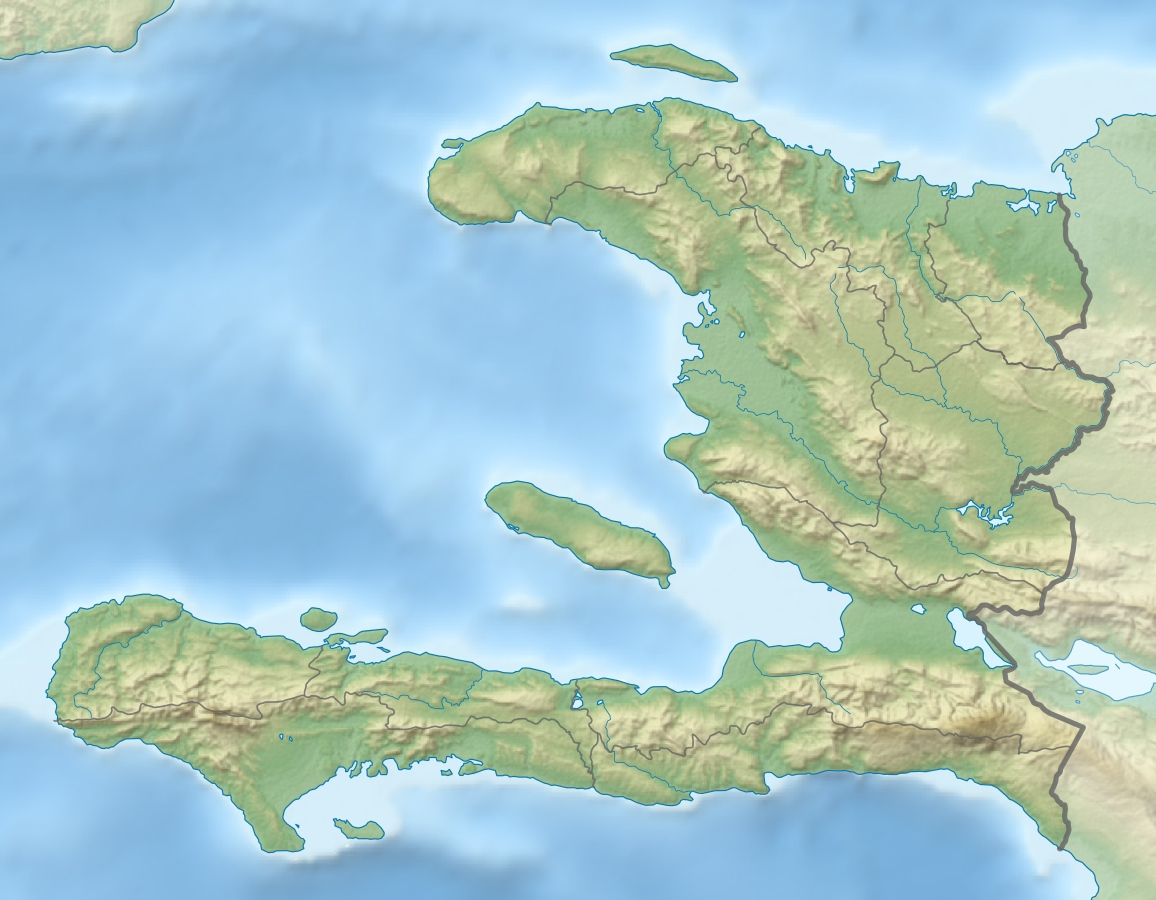
海地地理地勢圖

伊斯帕尼奧拉島（又稱海地島）屬於科迪勒拉山系的中段，具有明顯的山地特徵，分為四條大致平行的東西走向山脈。境內可分為北部平原、北部山脈、中央高原、海地西北山地、海地中部山地、阿爾蒂博尼特、居爾德薩克、萊奧甘、南部山脈等九個自然景觀區。
海地島有各種熱帶氣候類型，平原地區一般乾旱，且地形對濕度的影響很強，例如在信風的向風坡，年降水量可達1,905毫米（海地的勒博內），同一地的背風坡則只有559毫米（戈納伊夫）。由於長年砍伐，海地的植被都是次生植物，包括熱帶稀樹草原、熱帶旱生林、半荒漠熱帶旱生灌叢、熱帶落葉林、半常綠季雨林、熱帶雨林、山地常綠林等植物。海地的自然資源包括鋁礬土、銅、碳酸鈣、黃金、大理石和水力。
海地境內最長的河流為阿蒂博尼河（Riviere l'Artibonite）。

## 歷史沿革

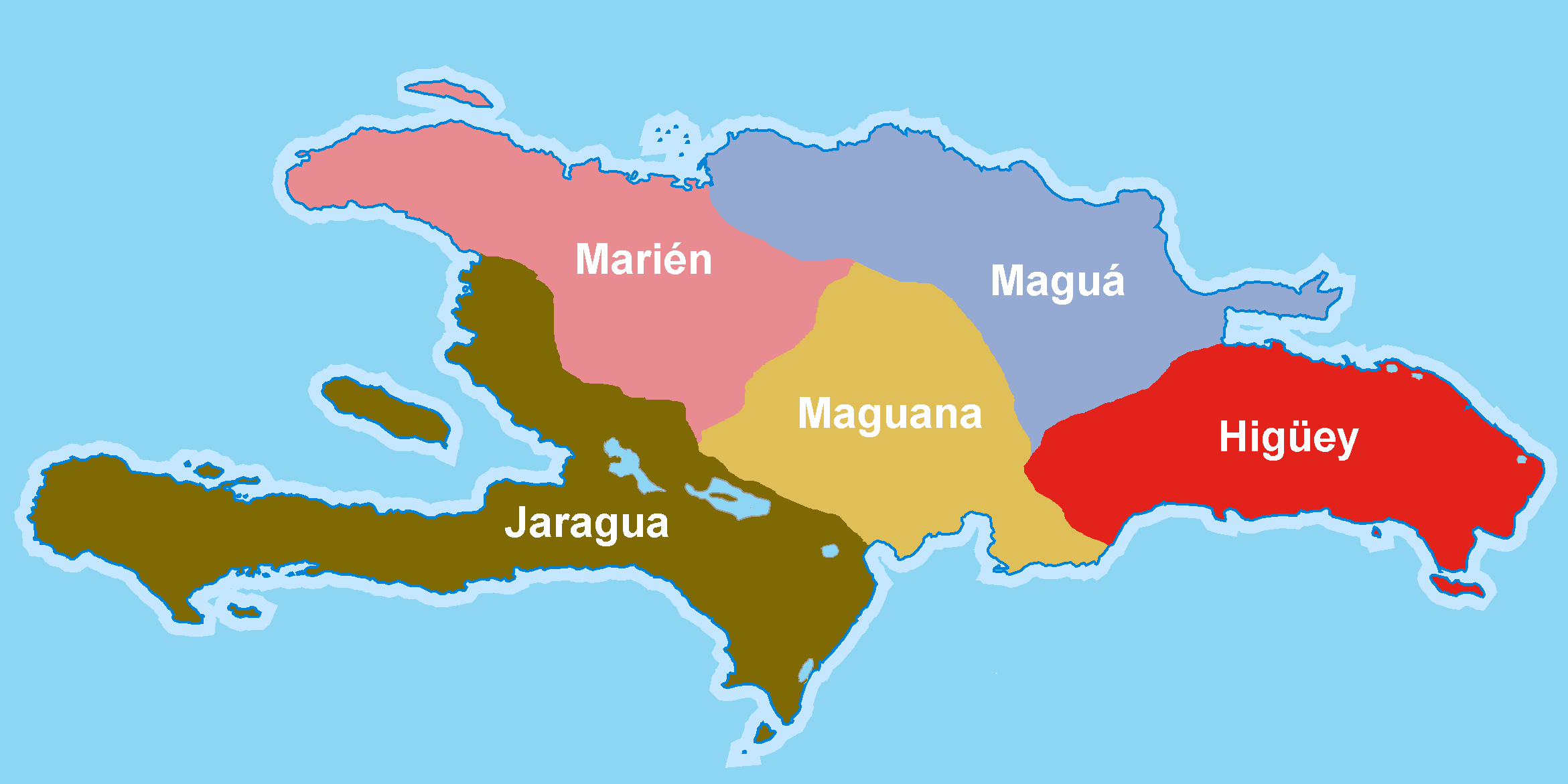
泰諾族的五個酋邦

### 歐洲殖民之前
海地原為印第安人部落阿拉瓦克族的泰諾人的居住地。泰諾人原為南美洲的民族，後被加勒比人趕走，往北遷至加勒比海地區與北美洲地區。泰諾人稱海地島為“Ayiti”，指山多的土地。
泰諾族當時主要以農耕、狩獵、魚獲和採集食物為主。1492年時粗計泰依諾族人口數字從10萬人到200萬人都有。當時共分為五個酋長國：Marién、Maguá、Maguana、Jaragua、Higüey。這些酋長國之下又分成小酋長國。這些酋長國以一種進貢制度為基礎，進貢的物品包括了泰諾族所耕種的食物。

### 西班牙殖民時期(1492–1625)

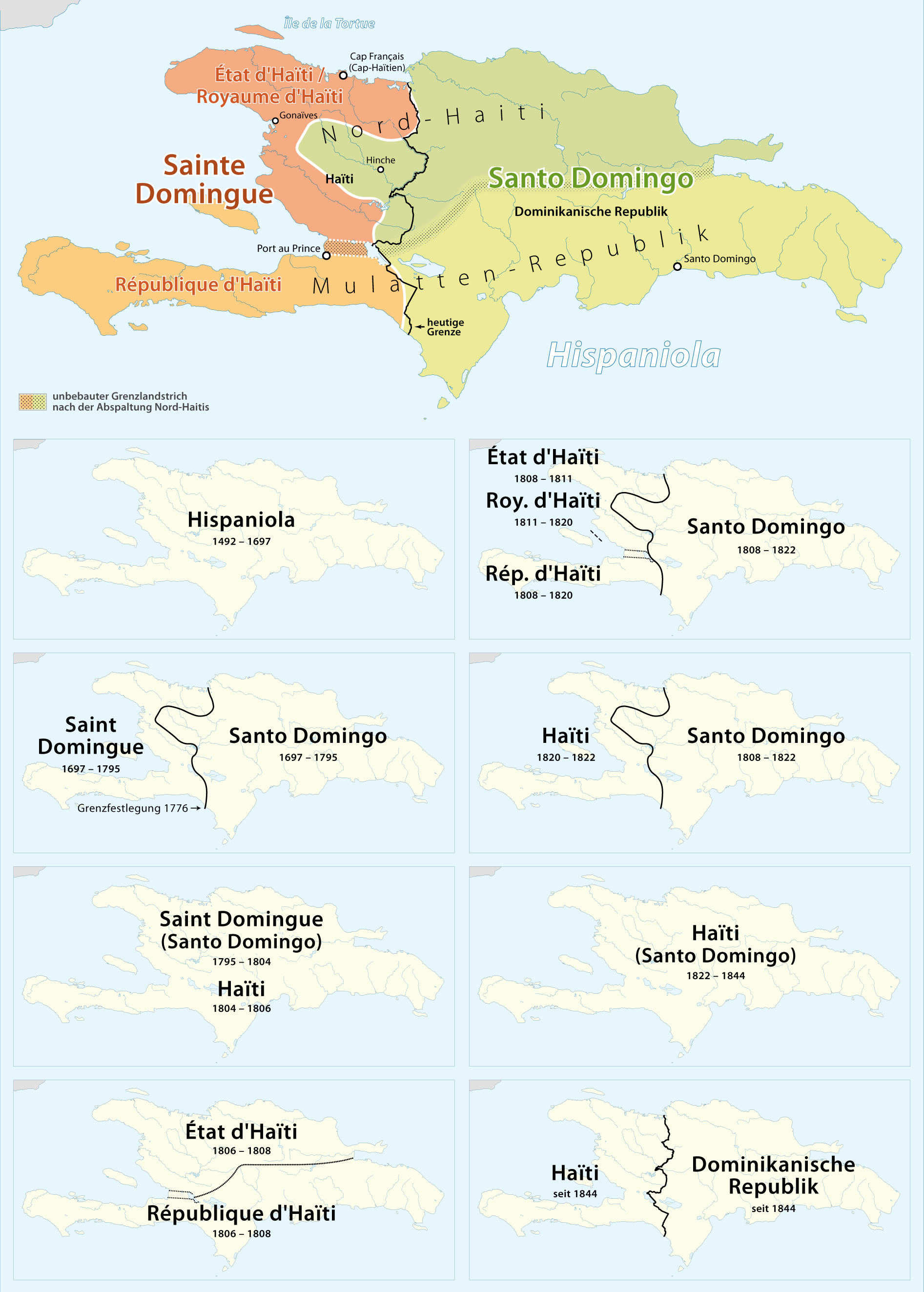
海地島分合歷史圖

1502年正式成為西班牙殖民地。受天花影響，缺乏免疫力的阿拉瓦克族絕跡，西班牙人遂從非洲販運大量黑奴，成為島上主要的勞動力。
1697年根據勒斯維克條約，海地被割讓給法國。

### 法國殖民時期(1625–1804)
當時的這塊區域是加勒比海地區中最為富有的，因此法國人繼續引進非洲黑人來種植作物，這些非洲黑人大都來自西非幾內亞灣或奴隸海岸，使得非洲黑人人口大幅增長，超越白人人口。甚至在1685年時頒布了《黑奴法典》，但這也使得社會越加不安，最終爆發革命。

### 獨立戰爭(1804)
1791年，黑人領袖杜桑·盧維圖爾領導海地人發動獨立戰爭，成為拉丁美洲最早爭取獨立的國家。當時受到法國大革命的影響而發生了為期八天的暴動，法國人未停止暴動，不得不廢除奴隸制度。然而，杜桑·盧維圖爾認為應該將法國趕走，因此繼續南進，最終被捕並且被押至歐洲處死。
不過他的部下讓-雅克·德薩林、亨利·克里斯托夫、亞歷山大·佩蒂翁在英美的支援下繼續進攻。最終在1804年，起義軍攻占太子港，讓-雅克·德薩林宣布獨立，成立共和國。

### 南北分離(1808 - 1820)
19世紀初，亨利·克里斯托夫在北方稱王，恢復了農業種植園制度，而亞歷山大·佩蒂翁則領導南方的穆拉托人與黑人，試圖建立共和國。這段時間是黑白混血與黑人的對抗，因很多穆拉托人也曾經是奴隸主。
最後在1820年時，布瓦耶統一了南北方，甚至進而統一了全島。

### 東西分離(1884)
1884年，東海地島人民獨立，多明尼加共和國成立。

## 經濟生產與生活
海地人的經濟發展落後，生活以農業為主，還有少許漁業。食物則以稻米、玉米、木薯、高粱等為主，而經濟作物則以咖啡為大宗，還有水果等等。

## 宗教信仰與節日
海地的宗教 

### 宗教信仰
約80%的人信仰羅馬天主教，也有部分信仰基督新教，這些都是殖民者所帶來的。

另外海地還有一種特別的伏都教（又稱巫毒教），這是一種起源於非洲的宗教，而其中又夾雜了天主教的魔鬼崇拜的元素，以及泰諾人的習俗信仰。伏都教充斥著海地人的生活，包括對於藝術、音樂等的影響。

### 節日
| 日期  | 英文名稱         | 解說                                                             |
| ----- | ---------------- | ---------------------------------------------------------------- |
| 01/02 | 祭祖日           | 紀念為自由而死的祖先                                             |
| 01/06 | 顯現日           | 紀念及慶祝主耶穌基督在降生為人後首次顯露給外邦人（指東方三賢士） |
| 02月  | 嘉年華           |                                                                  |
| 10/17 | 德薩林納逝世週年 | 紀念讓-雅克·德薩林的死亡                                         |
| 11/01 | 萬聖節           | 基督教的節日; 紀念聖徒                                           |
| 11/02 | 萬靈節           | 另一個基督教節日; 紀念忠實離去                                   |
| 11/18 | 維尔蒂埃日之戰   | 紀念1803年時戰勝了法國                                           |
| 12/05 | 發現日           | 紀念哥倫布在1492 登陸伊斯帕尼奧拉島                              |
| 12/25 | 聖誕             | 傳統的聖誕慶祝活動                                               |

## 藝術文學

### 藝術
海地的藝術特色是強烈絢爛的色彩與幽默狡黠的象徵，其受到了伏都教象徵意義的強烈影響與非洲美洲文化特色的結合而成。他們的繪畫與雕塑是最具特色與代表性的。

### 音樂
海地人的音樂風格同樣也是受到了原美洲印第安人與泰諾人、西班牙法國、非洲等的影響，而成為一複雜又別具特色的結合，而其音樂特色的來源還有伏都教的禮儀。
其中康巴斯（compas），是一個複雜的，不斷變化的音樂，來自非洲的節奏和歐洲交際舞，與海地的資產階級文化混合起來。這是一個精緻的音樂，用酥皮（méringue）為基本節奏。在海地克里奧爾語中，其拼寫為konpadirèk或者依其發音通常拼寫為konpa。

還有Rara也是海地重要的音樂元素之一。

## 著名人士
- 杜桑·盧維杜爾：領導黑人反抗法國，爭取獨立。
- 讓-雅克·德薩林：杜桑·盧維杜爾的部下，繼續領導獨立戰爭反抗法國，最後成功。